# Atsuhiro Iwai
Atsuhiro Iwai (født 31. januar 1967) er en tidligere japansk fodboldspiller.
Han har spillet for flere forskellige klubber i sin karriere, herunder Yokohama Flügels og Avispa Fukuoka.